# Betragen ungenügend (1933)
Betragen ungenügend (Zéro de conduite) ist der mit 44 Minuten erste etwas längere Schwarzweißfilm von Jean Vigo aus dem Jahre 1933 mit Jean Dasté, der zunächst von der Zensur verboten wurde und erst 1946 in die Kinos kam.
Er beschreibt die Revolte von Schülern eines Internats gegen Langeweile und Bevormundung. Um eine surreale Wirkung zu erzielen, werden u. a. Zeitlupen verwendet.

## Kritik
„Bemerkenswerter Debütfilm von Jean Vigo, der hier in verfremdeter, teilweise surrealistischer Form seine eigenen Erfahrungen als Internatsschüler zum gezielten Angriff gegen eine autoritäre Gesellschaft verarbeitet hat.“